# Filisparsa elegans
Filisparsa elegans är en mossdjursart som beskrevs av Ferdinand Canu och Ray Smith Bassler 1929. Filisparsa elegans ingår i släktet Filisparsa och familjen Oncousoeciidae. Inga underarter finns listade i Catalogue of Life.